# Jerry Cook
Jerry Cook (Lockport, 20 giugno 1943) è un pilota automobilistico e dirigente sportivo statunitense, sei volte campione della NASCAR Whelen Modified Tour.

## Carriera
Ha corso nella NASCAR Whelen Modified Tour dove si è laureato sei volte campione nel 1971 e 1972 e dal 1974 al 1977. Negli anni '80, diventa il direttore di questa competizione. Successivamente entra a far parte del consiglio di sorveglianza della NASCAR.

## Riconoscimenti
È stato introdotto nella International Motorsports Hall of Fame nel 2009 e nella NASCAR Hall of Fame nel 2016.